# عربلینسکویه
عربلینسکویه (به لاتین: Arablinskoye) یک منطقهٔ مسکونی در روسیه است که در داغستان واقع شده‌است.